# Savitri Devi
Savitri Devi, née Maximiani Portas aussi orthographié Maximine Portaz,, née le 30 septembre 1905 à Lyon, morte le 22 octobre 1982 à Sible-Hedingham (Essex, Angleterre), est une Française d’origine grecque convertie au paganisme aryen dans les années 1920, partisane de l’indépendance de l’Inde, puis finalement propagandiste après-guerre d'un néonazisme mêlé d’hindouisme. Elle est également l'une des pionnières de l'écologie profonde, notamment avec son livre Impeachment of Man.

## Biographie

### Enfance et adolescence
Maximiani Portas naît en 1905 à Lyon d'un père italo-grec, Maxime Portassi, et d'une mère anglaise, Julia Nash. Née en France, elle a la nationalité française. Depuis l'enfance, elle est une végétarienne convaincue, une opposante farouche du tabac et de l'alcool et une militante du droit des animaux, (elle publie en 1959 Impeachment of Man, Mise en accusation de l'Homme, essai dans lequel elle défendra l'idée d'une interdiction de la consommation de la viande par les humains et celle d'une remise en liberté progressive des animaux d'élevages et domestiques, associée à l'eugénisme pour limiter la population humaine). La passion iconoclaste qui est la marque de toute sa vie commence très tôt aussi en ce qui concerne la politique : à l'âge de onze ans, pendant la Première Guerre mondiale, elle trace à la craie des slogans hostiles aux Alliés sur un mur d'une gare de Lyon (« À bas les Alliés, vive l'Allemagne ! ») pour protester contre l'invasion illégale de la Grèce par les troupes Alliées,. Elle prend parti contre les Juifs et en faveur des Palestiniens après avoir étudié la Bible et visité Jérusalem en avril 1929 et devient ensuite une sympathisante du nazisme et d'Hitler, en qui elle voit  un homme politique travaillant pour son pays avec un programme qui met l'Aryen au-dessus de toutes les races du monde, comme dans l'Inde qu'elle a étudiée et appris à aimer au cours de ses visites dominicales pendant dix ans à la succursale lyonnaise du musée Guimet.

### Études
À sa majorité, elle prend la nationalité grecque de son père et de son grand-père Pavlos et part s'installer en Grèce, où elle reste un ou deux ans, en essayant sans succès de convaincre ses compatriotes d'abandonner le christianisme pour revenir au paganisme de leurs ancêtres. Elle retourne en France où elle obtient une licence ès-lettres en 1928, puis passe une licence ès-sciences en physique-chimie en 1930. Elle est l'élève du logicien Edmond Goblot, sous la direction duquel elle prépare son doctorat ès-lettres, qu'elle obtient avec Étienne Souriau (après la mort de Goblot) le 1er avril 1935, en soutenant une thèse principale intitulée La Simplicité mathématique,, qui comprenait une discussion du philosophe de la Sorbonne contemporain Léon Brunschvicg, et qui s'appuyait sur les œuvres de George Boole, Gottlob Frege et Bertrand Russell en logique symbolique, d'Henri Poincaré en topologie et géométrie et d'Alfred North Whitehead en philosophie des sciences ; et une thèse complémentaire sur Théophile Kaïris, dédiée à la mémoire du penseur et patriote hellène Íon Dragoúmis. Elle sera plus tard la préceptrice influente du philosophe Cornelius Castoriadis (1922-1997).

### L'Inde

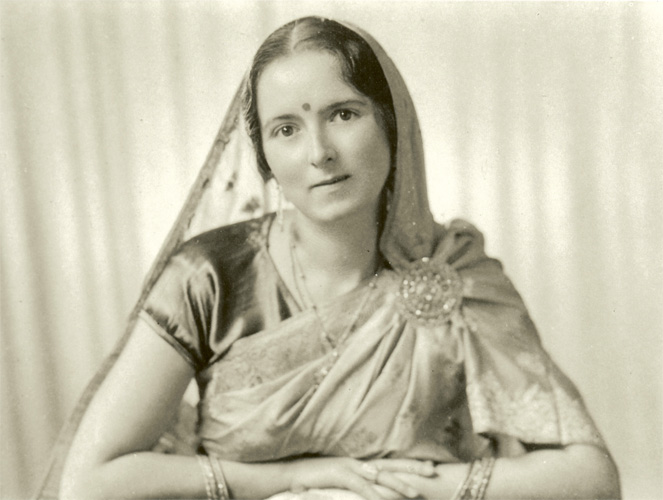
Savitri Devi vers 1937.

En 1932, ayant reçu un petit héritage à la suite de la mort de son père, elle s'installe en Inde et, le 29 septembre 1939, elle se marie au brahmane Asit Krishna Mukherji. Elle prend le nom hindou de Savitri Devi(trad. : déesse du soleil) et milite contre l'influence de l'islam et du christianisme dans ce pays. Elle fréquente des nationalistes hindous comme Subhas Chandra Bose et, pendant la Seconde Guerre mondiale, elle est une sympathisante de l'Axe Rome-Berlin-Tokyo et elle aide son mari à passer des informations aux Japonais.

### L'après-guerre

Savitri Devi en 1945.

Après la guerre, à la fin de 1945, elle voyage en Europe avec un passeport britannique établi au nom de Savitri Devi Mukherji, qu'elle a obtenu par son mariage. Elle se rend d'abord en Angleterre, puis, en février 1946, en France pour voir sa mère. Ensuite, en novembre de la même année, elle se rend en Islande, où elle séjourne jusqu'à la fin de 1947, et repart pour l'Angleterre. Puis, elle se rend de nouveau en France, en Norvège et en Suède, où, le 6 juin 1948, elle rencontre Sven Hedin. De là, en passant par le Danemark, elle se rend en train en Allemagne, où elle distribue onze mille cinq cents tracts ou affiches de propagande nazie, le plus souvent en les jetant avec des paquets de cigares, cigarettes et nourriture le long de la voie ferrée au cours de son voyage. Elle est arrêtée pour cela le 20 février 1949, et, après un procès qui dure 6 semaines, elle est condamnée, le 6 avril 1949, par un tribunal militaire d'occupation, à trois ans d'emprisonnement rigoureux. Elle ne fit que quelques mois de prison, à la suite de l'intervention du gouvernement indien, alerté par son mari. À sa libération, elle a été interdite de séjour en Allemagne pour cinq ans. Elle va en Grèce, d'où, en 1953, elle retourne en Allemagne mais aussi en Autriche, avec un passeport grec établi à son nom de jeune fille de Maximiani Portas, afin de faire un pèlerinage sur les « lieux saints » du national-socialisme, comme Braunau am Inn (Autriche), Munich et Berchtesgaden (Allemagne). Elle a été autorisée à rester en Allemagne, où elle commence à enseigner, et à écrire Pilgrimage. En mai 1957, elle repart pour l'Inde où, en 1958, elle publie Pilgrimage et The Lightning and the Sun (La Foudre et le Soleil), où elle décrit sa « philosophie de l'histoire ».

### Les dernières années
Dans les années 1960, elle réside en France. De 1961 à 1963, elle enseigne à Montbrison et, de 1965 à 1967, à Firminy, puis à Lyon, sous son nom de jeune fille. Dans les années 1970, avec la petite retraite de ses quelques années d'enseignement, elle peut revenir habiter en Inde, où elle vit à New Delhi avec son mari, qui décède le 21 mars 1977. Elle devient active dans les cercles néo-nazis et aide à fonder le WUNS (World Union of National Socialists « Union mondiale des nationaux-socialistes »), avec l'Américain George Lincoln Rockwell et l'Anglais Colin Jordan. Quelques-uns de ses écrits ont été publiés en Amérique par le néo-nazi William Pierce. Elle est amie de l'activiste néo-nazie Françoise Dior  et elle rencontre quelques anciens nazis, comme Otto Skorzeny, Hans-Ulrich Rudel et Johann von Leers.
À sa mort, en 1982, ses cendres sont déposés à Arlington, en Virginie, aux côtés de celles de George Lincoln Rockwell.

## Les idées
L'idée fondamentale de la pensée de Savitri Devi, qu'elle a arrêtée dès 1929, mise par écrit durant l'été de 1931, et qui fut à la base de toute sa vie, est exposée en mars 1934 dans l'avant-propos de sa thèse complémentaire de doctorat :

« Je crois pouvoir actuellement être encore d'accord avec moi-même sur tout ce que cette étude contient de fondamental. L'idée de la nécessité d'exclure toute discussion raisonnée dès qu'on aborde le domaine de la foi et de l'expérience religieuse ; l'idée de l'étroite et souhaitable connexion de l'expression du sentiment religieux avec le passé national ; en d'autres termes, l'idée de la religion comme devant être, avant tout, le rapport avec le Divin d'un groupe humain (ou d'un individu à travers « son » groupe), sont encore fermement miennes. »

Dans The Lightning and the Sun (La Foudre et le Soleil), elle décrit sa « philosophie de l'histoire », où elle définit trois types d'hommes :
- « L'homme dans le temps » : il utilise les mœurs de son époque pour un profit personnel, comme Gengis Khan ou Staline ;
- « L'homme au-dessus du temps » : il vit sa vie en accord avec les mœurs d'un âge passé, considéré en général comme un âge d'or, mais il n'a pas beaucoup d'influence sur son entourage contemporain, comme Akhenaton ;
- « L'homme contre le temps » : il utilise la violence pour faire revenir la société aux mœurs et valeurs anciennes. L'exemple cité est Adolf Hitler, qu'elle considérait comme l'émanation d'un dieu[14].

Pour rappel, les personnifications du Temps dans l'hindouisme sont les divinités à la peau noire, comme Kâlî ou Shiva sous sa forme de Bhairava (dieu accompagné d'un chien) : or, ces divinités noires du Temps, ou agissant en tant qu'Avatârs dans le Temps (comme les rois noirs Krishna et Râma) sont bien des divinités, des divinités bienfaisantes, et non des démons, des asuras (qui peuvent avoir une peau blanche ou claire) ; on voit que Savitri Devi s'inscrit, non dans la pensée brahmanique, mais dans un racisme victorien régnant à cette époque sous l'Inde coloniale, où les divinités noires et temporelles sont perçues par les Européens (et les Indiens à la peau claire profitant de la colonisation) comme des forces du mal, alors que l'hindouisme classique, au contraire, les considère comme des forces du bien, terrestres, temporelles et très fertiles en sagesses et en pouvoirs divins capables de détruire des démons d'égoïsme très puissants.
Pour Stéphane François, cette vision de l'Histoire constitue une forme de « néonazisme hétérodoxe », elle serait une « aryo-nazie » faisant d’Adolf Hitler le dixième avatar de Vishnou nommé Kalki, ayant pour mission de mettre fin à l’âge de fer, afin de permettre l'avènement d'un nouvel âge d’or.
Un de ses nombreux ouvrages est néanmoins représentatif du courant hindouiste : Impeachment of Man, édité en 1959 (La Mise en accusation de l'Homme), consacré à la cause animale, dans la droite ligne de la philosophie brahmanique. Fidèle à ses positions écologistes radicales, voire païennes et panthéistes, elle y décrit l'homme qui n'a aucune considération pour les autres créatures (humaines, animales et végétales) comme un animal à deux pattes. Le livre reflète aussi son antispécisme, son darwinisme social et son racialisme ; dans cet ouvrage, elle considère que l'anthropocentrisme mène l'humanité et les autres vies dans la déchéance, l'humanité doit embrasser l'amour de tous les vivants pour affirmer son humanité :

« Tant que l’homme refusera de sentir ses devoirs envers l’ensemble de la création vivante et tentera même de justifier sa répugnance à les accomplir, il ne restera rien de plus que l’animal le plus performant sur terre (…). L’idée, ou plutôt le sentiment, que la base et la mesure de toutes les valeurs morales se trouvent dans la beauté de la vie, et non dans l’intérêt de l’homme, doit remplacer, dans le subconscient de tous les hommes, ou du moins de la grande majorité d’entre eux, ce sens de la simple solidarité humaine, à peine moins barbare que les formes les plus dépassées d’égoïsme tribal ou même personnel. Alors, et alors seulement, l’homme deviendra la culmination parfaite du monde vivant, au lieu d’être son rival, son tyran ou son tortionnaire ; l’espèce vraiment supérieure. A ce moment, et pas avant. »

— Savitri Devi, Impeachment of Man
Akhénaton fils du Soleil, qui décrit le potentiel de l'atonisme à réunir l'Asie et l'Occident, n'a été publié en français qu'après sa mort par les Éditions Rosicruciennes (1er septembre 1991).

## Œuvres
- Essai critique sur Théophile Kaïris, Lyon, Paquet, s.d. [mais 1934 ou 1935] (thèse complémentaire de doctorat, sous le nom de Maximine Portaz)
- La Simplicité mathématique, Lyon, Paquet, 1935 (thèse principale de doctorat, sous le nom de Maximine Portaz)
- A Warning to the Hindus, Calcutta: Hindu Mission, 1939
- The Non-Hindu Indians and Indian Unity, Calcutta, Hindu Mission, 1940
- L’Étang aux Lotus, Calcutta, Savitri Devi Mukherji, 1940
- Akhnaton’s Eternal Message: A Scientific Religion 3,300 Years Old, Calcutta, A.K. Mukherji, 1940
- Joy of the Sun: The Beautiful Life of Akhnaton, King of Egypt, Told to Young People, Calcutta, Thacker, Spink and Co. Ltd., 1942
- A Son of God: The Life and Philosophy of Akhnaton, King of Egypt, Londres, Philosophical Publishing House, 1946
- Defiance, Calcutta, A.K. Mukherji, 1951
- Gold in the Furnace, Calcutta, A.K. Mukherji, 1952
- Akhnaton: A Play, Londres, Philosophical Publishing House, 1948
- Pilgrimage, Calcutta, Savitri Devi Mukherji, 1958
- The Lightning and the Sun, Calcutta, Savitri Devi Mukherji, 1958
- Paul de Tarse, ou Christianisme et Juiverie, Calcutta, Savitri Devi Mukherji, 1958
- Impeachment of Man, Calcutta, Savitri Devi Mukherji, 1959
- Long-Whiskers and the Two-Legged Goddess, or the true story of a “most objectionable Nazi” and ... half-a-dozen cats, Calcutta, Savitri Devi Mukherji, 1965
- Souvenirs et réflexions d’une Aryenne, Calcutta, impr. par Temple Press, Savitri Devi Mukherji, 1976
- Time Rolls On: The Savitri Devi Interviews, Atlanta, Black Sun Publications, 2005
- Savitri Devi Mukherji, Autobiographie d'une hitlérienne, Paris, éditions Déterna, 2008, (trad. française de Time Rolls On: The Savitri Devi Interviews).
- Le National-socialisme et la Tradition indienne, Nantes, éditions Ars Magna, coll. « Sonnenwende », 2022

### Sources
1. ↑  Mukherji 2008, p. 19, n. 1.
2. ↑  Mukherji 2008, p. 367-380.
3. ↑  Mukherji 2008, ch. 5 « La découverte du national-socialisme 1923-1932 », p. 37-54.
4. ↑  Mukherji 2008, ch. 1 « Premiers souvenirs », p. 17-19.
5. ↑  Maximine Portaz, La Simplicité mathématique.
6. ↑  Mukherji 2008, ch. 4 « Études », p. 31-35.
7. ↑  Mukherji 2008, ch. 7 « Asit Krishna Mukherji », p. 71-87.
8. ↑  Mukherji 2008, ch. 8 « La Deuxième Guerre mondiale (1939-1945) », p. 89-107.
9. ↑  Mukherji 2008, ch. 9-14, p. 109-181.
10. ↑  Maximine Portaz, Essai critique sur Théophile Kaïris, Lyon, Imprimerie Paquet, s. d. [mais 1934 ou 1935], Avant-propos daté 17 mars 1934.